# Северный (Целинский район)
Се́верный — хутор в Целинском районе Ростовской области.
Входит в состав Кировского сельского поселения.

## Население
| 2010 |
| ---- |
| 1012 |

## Улицы
- ул. Мира,
- ул. Молодёжная,
- ул. Новая,
- ул. Степная.